# Cucut oriental
El cucut oriental (Cuculus saturatus) és una espècie d'ocell de la família dels cucúlids (Cuculidae) que habita boscos i matolls de l'Àsia meridional i Oriental, des del nord de l'Índia cap a l'est fins a l'est de la Xina i Taiwan. Passa l'hivern a les Filipines i el Sud-est asiàtic.